# Tournoi féminin de water-polo aux Jeux olympiques d'été de 2016
Cet article traite de l'épreuve féminine. Pour la compétition masculine, voir Tournoi masculin de water-polo aux Jeux olympiques d'été de 2016.
Navigation
Londres 2012 Tokyo 2020
Le tournoi féminin de water-polo aux Jeux olympiques d'été de 2016 se tient à Rio de Janeiro, au Brésil, du 9 au 19 août 2016. Les matchs du premier tour ont tous lieu au sein du Parc aquatique Maria-Lenk, tandis que les phases finales se déroulent au Centre aquatique olympique. Il s'agit de la cinquième édition de ce tournoi féminin depuis son apparition au sein du programme olympique lors des Jeux de 2000 ayant eu lieu à Sydney en Australie. Le tournoi masculin est, quant à lui, présent depuis les Jeux olympiques de 1900.
Les fédérations affiliées à la FINA participent par le biais de leur équipe féminine aux épreuves de qualification. Sept équipes rejoignent ainsi le Brésil, nation hôte de la compétition, pour s'affronter lors du tournoi final.
L'équipe des États-Unis s'adjuge son deuxième titre consécutif après celui obtenu à Londres en 2012. L'Italie s'octroie sa deuxième médaille olympique en remportant la médaille d'argent. La Russie termine pour la deuxième fois sur un podium olympique en remportant la médaille de bronze. L'Américaine Maggie Steffens, en plus de son second titre olympique, a été désigné meilleure joueuse du tournoi et a également terminé meilleure buteuse de celui-ci avec dix-sept réalisations.

## Préparation de l'événement

### Désignation du pays hôte
La commission exécutive du Comité international olympique a sélectionné le 4 juin 2008 quatre villes candidates parmi une liste de sept villes postulant à la candidature. Les quatre villes retenues (Chicago, Madrid, Rio de Janeiro et Tokyo) ont alors entamé la deuxième phase de la procédure.
À l'issue de celle-ci, le 2 octobre 2009 à Copenhague, après avoir étudié les dossiers de chaque ville, le jury désigne Rio de Janeiro comme ville hôte des Jeux olympiques de 2016 au terme de trois tours de scrutin. Lors du dernier tour, la ville brésilienne devance Madrid de trente-quatre voix.

### Lieux des compétitions
Deux piscines sont retenues pour le tournoi de water-polo : le Parc aquatique Maria-Lenk et le Centre aquatique olympique, toutes deux situées dans le quartier de la Barra da Tijuca. Le Parc aquatique Mari-Lenk est utilisée pour le premier tour. Le Centre aquatique olympique l'est les quarts de finale, les demi-finales, la finale pour la médaille de bronze et celle pour la médaille d'or.
| Barra da Tijuca, Rio de Janeiro                                               | Barra da Tijuca, Rio de Janeiro                                                |
| ----------------------------------------------------------------------------- | ------------------------------------------------------------------------------ |
| Parc aquatique Maria-Lenk                                                     | Centre aquatique olympique                                                     |
| Capacité: 6 356                                                               | Capacité: 14 997                                                               |
| Parc aquatique Maria Lenk piscine de water-polo pour les jeux olympiques 2016 | Centre aquatique olympique piscine de water-polo pour les jeux olympiques 2016 |

## Acteurs du tournoi

### Équipes qualifiées
Chaque Comité national olympique peut engager une seule équipe dans la compétition.
Les épreuves qualificatives du tournoi féminin de water-polo des Jeux olympiques se déroulent du 19 octobre 2015 au 28 mars 2016. En tant que pays hôte, le Brésil est qualifié d'office, tandis que les autres équipes passent par différents modes de qualifications continentales.
| Compétition                             | Date                | Lieu                 | Places | Qualifiés                        |
| --------------------------------------- | ------------------- | -------------------- | ------ | -------------------------------- |
| Pays organisateur                       | 2 octobre 2009      | Copenhague, Danemark | 1      | Brésil                           |
| Sélection continentale océanienne       | 19 octobre 2015     | Perth, Australie     | 1      | Australie                        |
| Sélection continentale asiatique        | 16-17 décembre 2015 | Foshan, Chine        | 1      | Chine                            |
| Championnat d'Europe de water-polo 2016 | 10-22 janvier 2016  | Belgrade, Serbie     | 1      | Hongrie                          |
| Tournoi de qualification olympique      | 21-28 mars 2016     | Gouda, Pays-Bas      | 4      | États-Unis Italie Russie Espagne |
| Total                                   |                     |                      | 8      |                                  |

### Arbitres
La Fédération internationale de natation (FINA) a sélectionné quinze arbitres pour les deux tournois masculin et féminin :
| - ROU Adrian Alexandrescu - USA Jim Cullingham - IRI Farid Fattahian - AUS Daniel Flahive - AUS Michael Hart | - AZE Mark Koganov - POL Radoslaw Koryzna - SLO Boris Margeta - ARG German Moller - CRO Peris Nenad | - USA Joseph Peila - SRB Vojin Putniković - IRI Masoud Rezvani - GRE Georgios Stavridis - GER Manfred Vater |

### Joueuses
Le tournoi féminin est un tournoi international sans aucune restriction d'âge. Chaque nation doit présenter une équipe de treize joueuses toutes titulaires. Les treize joueuses peuvent être présentes sur chaque feuille de match.

### Tirage au sort
Le tirage au sort de la phase finale des Jeux olympiques de Rio de Janeiro a lieu le 10 avril 2016.
| Pot 1     | Pot 2      | Pot 3  | Pot 4   |
| --------- | ---------- | ------ | ------- |
| Hongrie   | États-Unis | Russie | Espagne |
| Australie | Italie     | Chine  | Brésil  |

| Groupe A       | Groupe B        |
| -------------- | --------------- |
| Australie (A1) | Hongrie (B1)    |
| Italie (A2)    | États-Unis (B2) |
| Russie (A3)    | Chine (B3)      |
| Brésil (A4)    | Espagne (B4)    |

## Premier tour

### Format de la compétition
Les huit équipes qualifiées sont réparties en deux groupes de quatre. Chaque équipe marque deux points en cas de victoire, un point en cas de match nul et zéro point en cas de défaite.
Pour départager les équipes à la fin des matchs de poule, en cas d'égalité de points, le CIO a décidé d'appliquer les critères de la FINA. Les équipes sont départagées suivant les critères suivants (dans l'ordre) :
1. résultat des matchs particuliers ;
2. différence entre buts marqués et encaissés entre les équipes concernées ;
3. Plus grand nombre de buts marqués ;
4. différence entre buts marqués et encaissés de tous les matchs joués ;

Les quatre équipes de chaque groupes sont qualifiées pour le tournoi final à élimination directe, le premier tour servant à désigner les confrontations de ce dernier

### Groupe A

#### Classement
| Rang | Équipe    | Pts | J | G | N | P | Bp | Bc | Diff |
| ---- | --------- | --- | - | - | - | - | -- | -- | ---- |
| 1    | Italie    | 6   | 3 | 3 | 0 | 0 | 27 | 15 | +12  |
| 2    | Australie | 4   | 3 | 2 | 0 | 1 | 31 | 15 | +16  |
| 3    | Russie    | 2   | 3 | 1 | 0 | 2 | 23 | 31 | -8   |
| 4    | Brésil    | 0   | 3 | 0 | 0 | 3 | 13 | 33 | -20  |

#### Matchs
| 9 août 2016       | Italie       | 9 - 3                | Brésil             |                                                                                      |                                                                                      |
| 10h20 (UTC−03:00) | Bianconi (3) | (1-1, 2-0, 3-0, 3-2) | trois joueuses (1) | Parc aquatique Maria-Lenk, Rio de Janeiro Arbitrage : Diana Dutilh-Dumas Dion Willis | Parc aquatique Maria-Lenk, Rio de Janeiro Arbitrage : Diana Dutilh-Dumas Dion Willis |
| 10h20 (UTC−03:00) | Rapport      |                      |                    | Parc aquatique Maria-Lenk, Rio de Janeiro Arbitrage : Diana Dutilh-Dumas Dion Willis | Parc aquatique Maria-Lenk, Rio de Janeiro Arbitrage : Diana Dutilh-Dumas Dion Willis |

| 9 août 2016       | Russie         | 4 - 14               | Australie    |                                                                                                  |                                                                                                  |
| 13h00 (UTC−03:00) | Prokofieva (2) | (0-3, 1-5, 3-2, 0-4) | Southern (4) | Parc aquatique Maria-Lenk, Rio de Janeiro Arbitrage : Adrian Alexandrescu Marie-Claude Deslières | Parc aquatique Maria-Lenk, Rio de Janeiro Arbitrage : Adrian Alexandrescu Marie-Claude Deslières |
| 13h00 (UTC−03:00) | Rapport        |                      |              | Parc aquatique Maria-Lenk, Rio de Janeiro Arbitrage : Adrian Alexandrescu Marie-Claude Deslières | Parc aquatique Maria-Lenk, Rio de Janeiro Arbitrage : Adrian Alexandrescu Marie-Claude Deslières |

| 11 août 2016      | Russie                  | 14 - 7               | Brésil        |                                                                                       |                                                                                       |
| 09h00 (UTC−03:00) | Ivanova, Prokofieva (3) | (2-4, 2-0, 4-2, 6-1) | Chiappini (4) | Parc aquatique Maria-Lenk, Rio de Janeiro Arbitrage : Diana Dutilh-Dumas Tadao Tahara | Parc aquatique Maria-Lenk, Rio de Janeiro Arbitrage : Diana Dutilh-Dumas Tadao Tahara |
| 09h00 (UTC−03:00) | Rapport                 |                      |               | Parc aquatique Maria-Lenk, Rio de Janeiro Arbitrage : Diana Dutilh-Dumas Tadao Tahara | Parc aquatique Maria-Lenk, Rio de Janeiro Arbitrage : Diana Dutilh-Dumas Tadao Tahara |

| 11 août 2016      | Italie        | 8 - 7                | Australie             |                                                                                  |                                                                                  |
| 10h20 (UTC−03:00) | Garibotti (3) | (4-2, 0-1, 2-3, 2-1) | Southern, Webster (2) | Parc aquatique Maria-Lenk, Rio de Janeiro Arbitrage : Boris Margeta Péter Molnár | Parc aquatique Maria-Lenk, Rio de Janeiro Arbitrage : Boris Margeta Péter Molnár |
| 10h20 (UTC−03:00) | Rapport       |                      |                       | Parc aquatique Maria-Lenk, Rio de Janeiro Arbitrage : Boris Margeta Péter Molnár | Parc aquatique Maria-Lenk, Rio de Janeiro Arbitrage : Boris Margeta Péter Molnár |

| 13 août 2016      | Russie      | 5 - 10               | Italie       |                                                                                        |                                                                                        |
| 10h20 (UTC−03:00) | Grineva (2) | (2-3, 1-2, 1-3, 1-2) | Bianconi (3) | Parc aquatique Maria-Lenk, Rio de Janeiro Arbitrage : Adrian Alexandrescu Joseph Peila | Parc aquatique Maria-Lenk, Rio de Janeiro Arbitrage : Adrian Alexandrescu Joseph Peila |
| 10h20 (UTC−03:00) | Rapport     |                      |              | Parc aquatique Maria-Lenk, Rio de Janeiro Arbitrage : Adrian Alexandrescu Joseph Peila | Parc aquatique Maria-Lenk, Rio de Janeiro Arbitrage : Adrian Alexandrescu Joseph Peila |

| 13 août 2016      | Australie           | 10 - 3               | Brésil            |                                                                                    |                                                                                    |
| 11h40 (UTC−03:00) | Gofers, Webster (2) | (1-1, 4-1, 2-0, 3-1) | trois joueurs (1) | Parc aquatique Maria-Lenk, Rio de Janeiro Arbitrage : Benjamin Mercier Dion Willis | Parc aquatique Maria-Lenk, Rio de Janeiro Arbitrage : Benjamin Mercier Dion Willis |
| 11h40 (UTC−03:00) | Rapport             |                      |                   | Parc aquatique Maria-Lenk, Rio de Janeiro Arbitrage : Benjamin Mercier Dion Willis | Parc aquatique Maria-Lenk, Rio de Janeiro Arbitrage : Benjamin Mercier Dion Willis |

### Groupe B

#### Classement
| Rang | Équipe     | Pts | J | G | N | P | Bp | Bc | Diff |
| ---- | ---------- | --- | - | - | - | - | -- | -- | ---- |
| 1    | États-Unis | 6   | 3 | 3 | 0 | 0 | 34 | 14 | +20  |
| 2    | Espagne    | 4   | 3 | 2 | 0 | 1 | 27 | 29 | -2   |
| 3    | Hongrie    | 2   | 3 | 1 | 0 | 2 | 29 | 33 | -4   |
| 4    | Chine      | 0   | 3 | 0 | 0 | 3 | 23 | 37 | -14  |

#### Matchs
| 9 août 2016       | Chine       | 11 - 13              | Hongrie     |                                                                                      |                                                                                      |
| 09h00 (UTC−03:00) | Ma, Niu (3) | (2-2, 4-4, 3-6, 2-1) | Czigány (4) | Parc aquatique Maria-Lenk, Rio de Janeiro Arbitrage : Nenad Peris Georgios Stavridis | Parc aquatique Maria-Lenk, Rio de Janeiro Arbitrage : Nenad Peris Georgios Stavridis |
| 09h00 (UTC−03:00) | Rapport     |                      |             | Parc aquatique Maria-Lenk, Rio de Janeiro Arbitrage : Nenad Peris Georgios Stavridis | Parc aquatique Maria-Lenk, Rio de Janeiro Arbitrage : Nenad Peris Georgios Stavridis |

| 9 août 2016       | Espagne         | 4 - 11               | États-Unis         |                                                                                    |                                                                                    |
| 11h40 (UTC−03:00) | García Godoy (2 | (1-4, 1-3, 2-2, 0-2) | trois joueuses (2) | Parc aquatique Maria-Lenk, Rio de Janeiro Arbitrage : Daniel Flahive Filippo Gomez | Parc aquatique Maria-Lenk, Rio de Janeiro Arbitrage : Daniel Flahive Filippo Gomez |
| 11h40 (UTC−03:00) | Rapport         |                      |                    | Parc aquatique Maria-Lenk, Rio de Janeiro Arbitrage : Daniel Flahive Filippo Gomez | Parc aquatique Maria-Lenk, Rio de Janeiro Arbitrage : Daniel Flahive Filippo Gomez |

| 11 août 2016      | Chine               | 4 - 12               | États-Unis              |                                                                                      |                                                                                      |
| 11h40 (UTC−03:00) | quatre joueuses (1) | (1-4, 0-3, 2-3, 1-3) | Musselman, Steffens (4) | Parc aquatique Maria-Lenk, Rio de Janeiro Arbitrage : Filippo Gomez Radosław Koryzna | Parc aquatique Maria-Lenk, Rio de Janeiro Arbitrage : Filippo Gomez Radosław Koryzna |
| 11h40 (UTC−03:00) | Rapport             |                      |                         | Parc aquatique Maria-Lenk, Rio de Janeiro Arbitrage : Filippo Gomez Radosław Koryzna | Parc aquatique Maria-Lenk, Rio de Janeiro Arbitrage : Filippo Gomez Radosław Koryzna |

| 11 août 2016      | Espagne           | 11 - 10              | Hongrie   |                                                                                               |                                                                                               |
| 13h00 (UTC−03:00) | cinq joueuses (2) | (2-2, 4-4, 4-1, 1-3) | Bujka (5) | Parc aquatique Maria-Lenk, Rio de Janeiro Arbitrage : Marie-Claude Deslières Vojin Putniković | Parc aquatique Maria-Lenk, Rio de Janeiro Arbitrage : Marie-Claude Deslières Vojin Putniković |
| 13h00 (UTC−03:00) | Rapport           |                      |           | Parc aquatique Maria-Lenk, Rio de Janeiro Arbitrage : Marie-Claude Deslières Vojin Putniković | Parc aquatique Maria-Lenk, Rio de Janeiro Arbitrage : Marie-Claude Deslières Vojin Putniković |

| 13 août 2016      | Chine        | 8 - 12               | Espagne   |                                                                                   |                                                                                   |
| 09h00 (UTC−03:00) | C. Zhang (3) | (2-3, 4-4, 1-2, 1-3) | López (4) | Parc aquatique Maria-Lenk, Rio de Janeiro Arbitrage : Boris Margeta German Moller | Parc aquatique Maria-Lenk, Rio de Janeiro Arbitrage : Boris Margeta German Moller |
| 09h00 (UTC−03:00) | Rapport      |                      |           | Parc aquatique Maria-Lenk, Rio de Janeiro Arbitrage : Boris Margeta German Moller | Parc aquatique Maria-Lenk, Rio de Janeiro Arbitrage : Boris Margeta German Moller |

| 13 août 2016      | Hongrie | 6 - 11               | États-Unis |                                                                                                 |                                                                                                 |
| 13h00 (UTC−03:00) |         | (2-2, 1-5, 1-1, 2-3) |            | Parc aquatique Maria-Lenk, Rio de Janeiro Arbitrage : Marie-Claude Deslières Diana Dutilh-Dumas | Parc aquatique Maria-Lenk, Rio de Janeiro Arbitrage : Marie-Claude Deslières Diana Dutilh-Dumas |
| 13h00 (UTC−03:00) | Rapport |                      |            | Parc aquatique Maria-Lenk, Rio de Janeiro Arbitrage : Marie-Claude Deslières Diana Dutilh-Dumas | Parc aquatique Maria-Lenk, Rio de Janeiro Arbitrage : Marie-Claude Deslières Diana Dutilh-Dumas |

## Phase finale
|  | Quarts de finale            | Quarts de finale            |                             |                             | Demi-finales                | Demi-finales                |    |  | Finale                      | Finale                      |
|  | Quarts de finale            | Quarts de finale            |                             |                             | Demi-finales                | Demi-finales                |    |  | Finale                      | Finale                      |
|  |                             |                             |                             |                             |                             |                             |    |  |                             |                             |
|  | 15 août à 15h30 (UTC−03:00) | 15 août à 15h30 (UTC−03:00) |                             |                             | 17 août à 16h30 (UTC−03:00) | 17 août à 16h30 (UTC−03:00) |    |  | 19 août à 15h30 (UTC−03:00) | 19 août à 15h30 (UTC−03:00) |
|  | 15 août à 15h30 (UTC−03:00) | 15 août à 15h30 (UTC−03:00) |                             |                             | 17 août à 16h30 (UTC−03:00) | 17 août à 16h30 (UTC−03:00) |    |  | 19 août à 15h30 (UTC−03:00) | 19 août à 15h30 (UTC−03:00) |
|  | [A2] Australie              | 8 (3)                       |                             |                             | 17 août à 16h30 (UTC−03:00) | 17 août à 16h30 (UTC−03:00) |    |  | 19 août à 15h30 (UTC−03:00) | 19 août à 15h30 (UTC−03:00) |
|  | [A2] Australie              | 8 (3)                       |                             |                             | 17 août à 16h30 (UTC−03:00) | 17 août à 16h30 (UTC−03:00) |    |  | 19 août à 15h30 (UTC−03:00) | 19 août à 15h30 (UTC−03:00) |
|  | [B3] Hongrie                | 8 (5)                       |                             |                             | 17 août à 16h30 (UTC−03:00) | 17 août à 16h30 (UTC−03:00) |    |  | 19 août à 15h30 (UTC−03:00) | 19 août à 15h30 (UTC−03:00) |
|  | [B3] Hongrie                | 8 (5)                       | Hongrie                     | 10                          |                             |                             |    |  | 19 août à 15h30 (UTC−03:00) | 19 août à 15h30 (UTC−03:00) |
|  | 15 août à 14h10 (UTC−03:00) |                             | Hongrie                     | 10                          |                             |                             |    |  | 19 août à 15h30 (UTC−03:00) | 19 août à 15h30 (UTC−03:00) |
|  |                             | États-Unis                  | 14                          |                             |                             |                             |    |  | 19 août à 15h30 (UTC−03:00) | 19 août à 15h30 (UTC−03:00) |
|  | [A4] Brésil                 | États-Unis                  | 14                          | 3                           |                             |                             |    |  | 19 août à 15h30 (UTC−03:00) | 19 août à 15h30 (UTC−03:00) |
|  | [A4] Brésil                 |                             |                             | 3                           |                             |                             |    |  | 19 août à 15h30 (UTC−03:00) | 19 août à 15h30 (UTC−03:00) |
|  | [B1] États-Unis             | 13                          |                             |                             |                             |                             |    |  | 19 août à 15h30 (UTC−03:00) | 19 août à 15h30 (UTC−03:00) |
|  | [B1] États-Unis             | 13                          | États-Unis                  | 12                          |                             |                             |    |  |                             |                             |
|  | 15 août à 18h20 (UTC−03:00) |                             | États-Unis                  | 12                          |                             |                             |    |  |                             |                             |
|  |                             | Italie                      | 5                           |                             |                             |                             |    |  |                             |                             |
|  | [A3] Russie                 | Italie                      | 5                           | 12                          |                             |                             |    |  |                             |                             |
|  | [A3] Russie                 | 17 août à 12h20 (UTC−03:00) |                             | 12                          |                             |                             |    |  |                             |                             |
|  | [B2] Espagne                | 10                          |                             |                             |                             |                             |    |  |                             |                             |
|  | [B2] Espagne                | 10                          | Russie                      | 9                           |                             |                             |    |  |                             |                             |
|  | 15 août à 19h40 (UTC−03:00) | 15 août à 19h40 (UTC−03:00) | Russie                      | 9                           | Match pour la 3e place      | Match pour la 3e place      |    |  |                             |                             |
|  | 15 août à 19h40 (UTC−03:00) | 15 août à 19h40 (UTC−03:00) |                             | Italie                      | Match pour la 3e place      | Match pour la 3e place      | 12 |  |                             |                             |
|  | [A1] Italie                 | 12                          | 19 août à 11h20 (UTC−03:00) | 19 août à 11h20 (UTC−03:00) |                             |                             | 12 |  |                             |                             |
|  | [A1] Italie                 | 12                          | 19 août à 11h20 (UTC−03:00) | 19 août à 11h20 (UTC−03:00) |                             |                             |    |  |                             |                             |
|  | [B4] Chine                  | 7                           |                             | Hongrie                     | 12 (6)                      |                             |    |  |                             |                             |
|  | [B4] Chine                  | 7                           |                             | Hongrie                     | 12 (6)                      |                             |    |  |                             |                             |
|  |                             |                             |                             |                             |                             |                             |    |  | Russie                      | 12 (7)                      |
|  |                             |                             |                             |                             |                             |                             |    |  | Russie                      | 12 (7)                      |

### Quarts de finale

#### Matchs
| 15 août 2016      | Brésil             | 3 - 13               | États-Unis          |                                                                                        |                                                                                        |
| 14h10 (UTC−03:00) | trois joueuses (1) | (0-5, 0-3, 0-5, 3-0) | quatre joueuses (2) | Centre aquatique olympique, Rio de Janeiro Arbitrage : Diana Dutilh-Dumas Tadao Tahara | Centre aquatique olympique, Rio de Janeiro Arbitrage : Diana Dutilh-Dumas Tadao Tahara |
| 14h10 (UTC−03:00) | Rapport            |                      |                     | Centre aquatique olympique, Rio de Janeiro Arbitrage : Diana Dutilh-Dumas Tadao Tahara | Centre aquatique olympique, Rio de Janeiro Arbitrage : Diana Dutilh-Dumas Tadao Tahara |

| 15 août 2016      | Australie          | 8 - 8 (3 - 5)        | Hongrie               |                                                                                       |                                                                                       |
| 15h30 (UTC−03:00) | Ralph, Webster (2) | (3-1, 2-2, 2-3, 1-2) | Bujka, Keszthelyi (2) | Centre aquatique olympique, Rio de Janeiro Arbitrage : Francesc Buch Vojin Putniković | Centre aquatique olympique, Rio de Janeiro Arbitrage : Francesc Buch Vojin Putniković |
| 15h30 (UTC−03:00) | Rapport            |                      |                       | Centre aquatique olympique, Rio de Janeiro Arbitrage : Francesc Buch Vojin Putniković | Centre aquatique olympique, Rio de Janeiro Arbitrage : Francesc Buch Vojin Putniković |

| 15 août 2016      | Russie       | 12 - 10              | Espagne            |                                                                                           |                                                                                           |
| 18h20 (UTC−03:00) | Fedotova (4) | (2-3, 3-2, 5-3, 2-2) | López, Tarragó (3) | Centre aquatique olympique, Rio de Janeiro Arbitrage : Marie-Claude Deslières Nenad Peris | Centre aquatique olympique, Rio de Janeiro Arbitrage : Marie-Claude Deslières Nenad Peris |
| 18h20 (UTC−03:00) | Rapport      |                      |                    | Centre aquatique olympique, Rio de Janeiro Arbitrage : Marie-Claude Deslières Nenad Peris | Centre aquatique olympique, Rio de Janeiro Arbitrage : Marie-Claude Deslières Nenad Peris |

| 15 août 2016      | Italie       | 12 - 7               | Chine     |                                                                                               |                                                                                               |
| 19h40 (UTC−03:00) | Bianconi (3) | (1-1, 3-1, 4-2, 4-3) | Zhang (3) | Centre aquatique olympique, Rio de Janeiro Arbitrage : Adrian Alexandrescu Georgios Stavridis | Centre aquatique olympique, Rio de Janeiro Arbitrage : Adrian Alexandrescu Georgios Stavridis |
| 19h40 (UTC−03:00) | Rapport      |                      |           | Centre aquatique olympique, Rio de Janeiro Arbitrage : Adrian Alexandrescu Georgios Stavridis | Centre aquatique olympique, Rio de Janeiro Arbitrage : Adrian Alexandrescu Georgios Stavridis |

### Demi-finales

#### Matchs
| 17 août 2016      | Russie                | 9 - 12               | Italie        |                                                                                   |                                                                                   |
| 12h20 (UTC−03:00) | Ivanova, Lisunova (2) | (2-2, 2-4, 0-2, 5-4) | Garibotti (5) | Centre aquatique olympique, Rio de Janeiro Arbitrage : Francesc Buch Mark Koganov | Centre aquatique olympique, Rio de Janeiro Arbitrage : Francesc Buch Mark Koganov |
| 12h20 (UTC−03:00) | Rapport               |                      |               | Centre aquatique olympique, Rio de Janeiro Arbitrage : Francesc Buch Mark Koganov | Centre aquatique olympique, Rio de Janeiro Arbitrage : Francesc Buch Mark Koganov |

| 17 août 2016      | Hongrie        | 10 - 14              | États-Unis   |                                                                                          |                                                                                          |
| 16h30 (UTC−03:00) | Keszthelyi (4) | (2-3, 3-5, 3-4, 2-2) | Steffens (4) | Centre aquatique olympique, Rio de Janeiro Arbitrage : Daniel Flahive Georgios Stavridis | Centre aquatique olympique, Rio de Janeiro Arbitrage : Daniel Flahive Georgios Stavridis |
| 16h30 (UTC−03:00) | Rapport        |                      |              | Centre aquatique olympique, Rio de Janeiro Arbitrage : Daniel Flahive Georgios Stavridis | Centre aquatique olympique, Rio de Janeiro Arbitrage : Daniel Flahive Georgios Stavridis |

### Match pour la médaille de bronze
| 19 août 2016      | Hongrie   | 12 - 12 (6 - 7)      | Russie       |                                                                                          |                                                                                          |
| 11h20 (UTC−03:00) | Bujka (3) | (3-3, 3-4, 3-1, 3-4) | Fedotova (5) | Centre aquatique olympique, Rio de Janeiro Arbitrage : Diana Dutilh-Dumas Fillippo Gomez | Centre aquatique olympique, Rio de Janeiro Arbitrage : Diana Dutilh-Dumas Fillippo Gomez |
| 11h20 (UTC−03:00) | Rapport   |                      |              | Centre aquatique olympique, Rio de Janeiro Arbitrage : Diana Dutilh-Dumas Fillippo Gomez | Centre aquatique olympique, Rio de Janeiro Arbitrage : Diana Dutilh-Dumas Fillippo Gomez |

### Finale
| 19 août 2016      | États-Unis  | 12 - 5               | Italie       |                                                                                          |                                                                                          |
| 15h30 (UTC−03:00) | Neushul (3) | (4-1, 1-2, 4-1, 3-1) | Radicchi (2) | Centre aquatique olympique, Rio de Janeiro Arbitrage : Adrian Alexandrescu Francesc Buch | Centre aquatique olympique, Rio de Janeiro Arbitrage : Adrian Alexandrescu Francesc Buch |
| 15h30 (UTC−03:00) | Rapport     |                      |              | Centre aquatique olympique, Rio de Janeiro Arbitrage : Adrian Alexandrescu Francesc Buch | Centre aquatique olympique, Rio de Janeiro Arbitrage : Adrian Alexandrescu Francesc Buch |

## Matchs de classement
|  | Demi-finales 5e/8e places   | Demi-finales 5e/8e places   |                 |    | 5e et 6e places             | 5e et 6e places             |
|  | Demi-finales 5e/8e places   | Demi-finales 5e/8e places   |                 |    | 5e et 6e places             | 5e et 6e places             |
|  |                             |                             |                 |    |                             |                             |
|  | 17 août à 11h10 (UTC−03:00) | 17 août à 11h10 (UTC−03:00) |                 |    | 19 août à 14h10 (UTC−03:00) | 19 août à 14h10 (UTC−03:00) |
|  | 17 août à 11h10 (UTC−03:00) | 17 août à 11h10 (UTC−03:00) |                 |    | 19 août à 14h10 (UTC−03:00) | 19 août à 14h10 (UTC−03:00) |
|  | Australie                   | 11                          |                 |    | 19 août à 14h10 (UTC−03:00) | 19 août à 14h10 (UTC−03:00) |
|  | Australie                   | 11                          |                 |    | 19 août à 14h10 (UTC−03:00) | 19 août à 14h10 (UTC−03:00) |
|  | Brésil                      | 4                           |                 |    | 19 août à 14h10 (UTC−03:00) | 19 août à 14h10 (UTC−03:00) |
|  | Brésil                      | 4                           | Australie       | 10 |                             |                             |
|  | 17 août à 15h10 (UTC−03:00) |                             | Australie       | 10 |                             |                             |
|  |                             | Espagne                     | 12              |    |                             |                             |
|  | Espagne                     | Espagne                     | 12              | 11 |                             |                             |
|  | Espagne                     |                             |                 | 11 |                             |                             |
|  | Chine                       | 6                           |                 |    |                             |                             |
|  | Chine                       | 6                           | 7e et 8e places |    |                             |                             |
|  |                             |                             |                 |    |                             |                             |
|  | 19 août à 10h00 (UTC−03:00) |                             |                 |    |                             |                             |
|  |                             |                             |                 |    |                             |                             |
|  | Brésil                      | 5                           |                 |    |                             |                             |
|  | Brésil                      | 5                           |                 |    |                             |                             |
|  | Chine                       | 10                          |                 |    |                             |                             |
|  | Chine                       | 10                          |                 |    |                             |                             |

### Demi-finales5e/8eplaces

#### Matchs
| 17 août 2016      | Australie              | 11 - 4               | Brésil        |                                                                                   |                                                                                   |
| 11h00 (UTC−03:00) | Arancini, Southern (3) | (2-1, 3-1, 4-1, 2-1) | Chiappini (2) | Centre aquatique olympique, Rio de Janeiro Arbitrage : Marie Deslières Ni Shi Wei | Centre aquatique olympique, Rio de Janeiro Arbitrage : Marie Deslières Ni Shi Wei |
| 11h00 (UTC−03:00) | Rapport                |                      |               | Centre aquatique olympique, Rio de Janeiro Arbitrage : Marie Deslières Ni Shi Wei | Centre aquatique olympique, Rio de Janeiro Arbitrage : Marie Deslières Ni Shi Wei |

| 17 août 2016      | Espagne           | 11 - 6               | Chine  |                                                                                       |                                                                                       |
| 15h10 (UTC−03:00) | cinq joueuses (2) | (2-2, 2-0, 4-2, 3-2) | Ma (2) | Centre aquatique olympique, Rio de Janeiro Arbitrage : Radosław Koryzna Fabio Toffoli | Centre aquatique olympique, Rio de Janeiro Arbitrage : Radosław Koryzna Fabio Toffoli |
| 15h10 (UTC−03:00) | Rapport           |                      |        | Centre aquatique olympique, Rio de Janeiro Arbitrage : Radosław Koryzna Fabio Toffoli | Centre aquatique olympique, Rio de Janeiro Arbitrage : Radosław Koryzna Fabio Toffoli |

### Match pour la septième place
| 19 août 2016      | Brésil        | 5 - 10               | Chine              |                                                                                   |                                                                                   |
| 10h00 (UTC−03:00) | Chiappini (3) | (2-2, 0-2, 0-2, 3-4) | trois joueuses (2) | Centre aquatique olympique, Rio de Janeiro Arbitrage : Daniel Flahive Nenad Peris | Centre aquatique olympique, Rio de Janeiro Arbitrage : Daniel Flahive Nenad Peris |
| 10h00 (UTC−03:00) | Rapport       |                      |                    | Centre aquatique olympique, Rio de Janeiro Arbitrage : Daniel Flahive Nenad Peris | Centre aquatique olympique, Rio de Janeiro Arbitrage : Daniel Flahive Nenad Peris |

### Match pour la cinquième place
| 19 août 2016      | Australie    | 10 - 12              | Espagne     |                                                                                             |                                                                                             |
| 14h10 (UTC−03:00) | Buckling (3) | (5-4, 2-3, 1-3, 2-2) | Tarragó (7) | Centre aquatique olympique, Rio de Janeiro Arbitrage : Marie-Claude Deslières Sergey Naumov | Centre aquatique olympique, Rio de Janeiro Arbitrage : Marie-Claude Deslières Sergey Naumov |
| 14h10 (UTC−03:00) | Rapport      |                      |             | Centre aquatique olympique, Rio de Janeiro Arbitrage : Marie-Claude Deslières Sergey Naumov | Centre aquatique olympique, Rio de Janeiro Arbitrage : Marie-Claude Deslières Sergey Naumov |

## Statistiques et récompenses

### Médaillés
| Médaillé d’argent Italie | Champion olympique États-Unis 2d titre | Médaillé de bronze Russie |

### Statistiques
| Rang | Joueuse            | Nation     | Buts | Tirs | %    |
| ---- | ------------------ | ---------- | ---- | ---- | ---- |
| 1    | Maggie Steffens    | États-Unis | 17   | 24   | 71 % |
| 2    | Barbara Bujka      | Hongrie    | 15   | 23   | 65 % |
| 2    | Roser Tarragó      | Espagne    | 15   | 35   | 43 % |
| 4    | Ashleigh Southern  | Australie  | 14   | 36   | 39 % |
| 4    | Rita Keszthelyi    | Hongrie    | 14   | 36   | 39 % |
| 6    | Roberta Bianconi   | Italie     | 13   | 33   | 39 % |
| 6    | Nadezhda Fedotova  | Russie     | 13   | 27   | 48 % |
| 8    | Izabella Chiappini | Brésil     | 12   | 49   | 25 % |
| 8    | Arianna Garibotti  | Italie     | 12   | 28   | 43 % |
| 8    | Madeline Musselman | États-Unis | 12   | 25   | 48 % |

| Rang | Joueuse           | Nation     | %    | Arrêts | Tirs |
| ---- | ----------------- | ---------- | ---- | ------ | ---- |
| 1    | Ashleigh Johnson  | États-Unis | 65 % | 51     | 79   |
| 2    | Giulia Gorlero    | Italie     | 61 % | 65     | 106  |
| 3    | Sami Hill         | États-Unis | 60 % | 6      | 10   |
| 4    | Lea Yanitsas      | Australie  | 59 % | 27     | 46   |
| 5    | Tess Oliveira     | Brésil     | 49 % | 34     | 69   |
| 6    | Kelsey Wakefield  | Australie  | 47 % | 18     | 38   |
| 7    | Yang Jun          | Chine      | 47 % | 55     | 118  |
| 8    | Laura Ester       | Espagne    | 44 % | 41     | 94   |
| 9    | Orsolya Kasó      | Hongrie    | 42 % | 27     | 64   |
| 10   | Victória Chamorro | Brésil     | 42 % | 23     | 55   |

### Classements
| Rang | Équipe     | J | V | N | D | Bp | Bc | Diff | Pts |
| ---- | ---------- | - | - | - | - | -- | -- | ---- | --- |
| 1    | États-Unis | 6 | 6 | 0 | 0 | 73 | 32 | +41  | 12  |
| 2    | Italie     | 6 | 5 | 0 | 1 | 56 | 43 | +13  | 10  |
| 3    | Russie     | 6 | 2 | 1 | 3 | 56 | 65 | -9   | 5   |
| 4    | Hongrie    | 6 | 1 | 2 | 3 | 59 | 67 | -8   | 4   |
| 5    | Espagne    | 6 | 4 | 0 | 2 | 60 | 57 | +3   | 8   |
| 6    | Australie  | 6 | 3 | 1 | 2 | 60 | 39 | +21  | 7   |
| 7    | Chine      | 6 | 1 | 0 | 5 | 46 | 65 | -19  | 2   |
| 8    | Brésil     | 6 | 0 | 0 | 6 | 25 | 67 | -42  | 0   |

## Couverture médiatique et affluence

### Couverture médiatique
La charte olympique stipule que « Le CIO prend toutes les mesures nécessaires afin d'assurer aux Jeux olympiques la couverture la plus complète par les différents moyens de communication et d'information ainsi que l'audience la plus large possible dans le monde ». De plus la retransmission des Jeux olympiques est le moteur principal du financement du Mouvement olympique et des Jeux olympiques, de la croissance de sa popularité mondiale, ainsi que de la représentation mondiale et de la promotion des Jeux olympiques et des valeurs olympiques.